# Jérémy Grimm
Jérémy Grimm (Ostheim, 27 marzo 1987) è un calciatore francese, centrocampista del Colmar.

## Caratteristiche tecniche
È un mediano.

## Carriera
Ha giocato nella prima e nella seconda divisione francese.

## Palmarès

### Club

#### Competizioni nazionali
- Championnat National: 1

Strasburgo: 2015-2016
- Ligue 2: 1

Strasburgo: 2016-2017
- Coppa di Lega francese: 1

Strasburgo: 2018-2019